# Franciscus Kopong Kung
Franciscus Kopong Kung (ur. 3 sierpnia 1950 w Lamika) – indonezyjski duchowny katolicki, biskup koadiutor 2002-2004 i biskup diecezjalny Larantuka od 2004.

## Życiorys
Święcenia kapłańskie otrzymał 29 czerwca 1982 i został inkardynowany do diecezji Larantuka. Pełnił przede wszystkim funkcje duszpasterskie w parafiach w Lewolebie, Larantuce (parafia katedralna) oraz w Lebao. W latach 1992–2001 był także prowikariuszem generalnym diecezji.
2 października 2001 papież Jan Paweł II mianował go biskupem koadiutorem Larantuki. 10 stycznia 2002 z rąk biskupa Dariusa Nggawy przyjął sakrę biskupią. 16 czerwca 2004 objął obowiązki biskupa diecezjalnego Larantuki.